# Secura (Versicherung)
Die Secura war ein Schweizer Versicherungsunternehmen mit Sitz in Zürich. Sie wurde 1959 vom Migros-Genossenschafts-Bund (MGB) gegründet und 1999 von Generali übernommen.

## Geschichte
1959 fragte der MGB seine Genossenschafter in der Urabstimmung, ob «die Migros preisregulierend in das Versicherungsgeschäft eingreifen» soll. Von den Abstimmungsteilnehmern antworteten 151'980 mit Ja und 15'459 mit Nein. Daraufhin erfolgte am 22. Juli desselben Jahres die Gründung einer Tochtergesellschaft mit einem Aktienkapital von zehn Millionen Franken. Nachdem sie am 8. September 1959 vom Bundesrat die Konzession erhalten hatte, nahm sie ihre Geschäftstätigkeit auf.
Das damals in der Schweiz existierende Versicherungskartell und das Eidgenössische Versicherungsamt (ab 1978 Bundesamt für Privatversicherungen) schränkten den Spielraum der Secura in den Anfangsjahren stark ein. Andererseits war sie gemäss den Migros-Prinzipien gehalten, sich jeder Branchenvereinigung fernzuhalten, die preisbindende Beschlüsse fassen konnte. Das Hauptgeschäftsfeld der Secura war zunächst die Automobilhaftpflichtversicherung. Auf diesem Gebiet gelang es ihr, mit niedrigen Prämien und Rückvergütungen für schadenfreies Fahren das Preiskartell zu brechen. 1977 führte sie als erste Schweizer Gesellschaft das software-gestützte Audatex-Verfahren zur genauen Berechnung von Schäden ein.
Daneben bot die Secura von Anfang an «Multirisk»-Policen an. Dabei handelte es sich um Versicherungskombinationen, die bisher einzeln versicherte Risiken zusammenfassten. Aufgrund des schwächer werdenden Kartells kamen allmählich weitere Versicherungssparten hinzu (1977 Lebensversicherung, 1979 Krankenkasse und 1982 Unfallversicherung). Mitte der 1980er Jahre umfasste das Verkaufsnetz 20 Geschäftsstellen, zwei Dutzend Beratungsbüros und neun Meldestellen für Schäden. Zu Beginn des Jahres 1999 übernahm der italienische Konzern Generali 55 % des Aktienkapitals der Secura, Mitte 1999 auch den Rest. Per 1. Januar 2000 ging die Secura in der neu gegründeten Generali (Schweiz) Holding AG auf. An dieser blieb der MGB mit 10,2 % beteiligt, bis er dieses Aktienpaket im April 2006 ebenfalls an Generali verkaufte.

## Wiedereinstieg der Migros ins Versicherungsgeschäft
Die Migros-Gruppe stieg 2021 wieder ins Versicherungsgeschäft ein. Unter dem Label «Migros Versicherungen» wurden Online-Versicherungen für Hausrat und Privathaftpflicht lanciert, und zwar mit der Genossenschaft Migros Zürich (GMZ) als Betreiberin und Vertriebsverantwortliche, mit dem Insurtech-Unternehmen Toni Digital als Plattformanbieter und mit der Versicherung Vaudoise als Risikoträgerin.
Die Migros Bank übernahm per Ende Oktober 2022 das Versicherungsportfolio von der GMZ.